# Roland Bechmann
Pour les articles homonymes, voir Bechmann.
Roland Bechmann, né le 1er avril 1919  à Paris et mort le 25 janvier 2017 dans la même ville, est un architecte, écologiste et historien français, auteur d'ouvrages sur l'architecture gothique et sur Villard de Honnecourt.

## Biographie
Diplômé en histoire et géographie en 1939 à la faculté des lettres de Paris (où il suivit l'enseignement de Marc Bloch), il obtint son diplôme d'architecte à l'École nationale supérieure des beaux-arts en 1944 (atelier Bigot à Paris, atelier Beaudouin à Marseille et atelier Benoît à Grenoble) et continua sa formation à l'Institut d'urbanisme de l'université de Paris en 1945-1946. Il paracheva sa formation par des stages, d'abord chez l'urbaniste Georges Meyer-Heine en 1942-1943, puis dans l'agence de son père Lucien Bechmann entre 1945 et 1950.
En 1943-1944, sous le pseudonyme "Lescot", il participe à la Résistance dans les Alpes et aux combats dans le Vercors sous le commandement de son beau-père Jean Prévost, dit "Goderville". Roland Bechmann reçut la croix de guerre avec palme et fut nommé officier de la Légion d'honneur à titre militaire.
Il créa son agence, l'Atelier d'aménagement et d'architecture, en 1950. Pendant 35 ans, il conçut et réalisa de très nombreux projets en France et en Afrique de l'Ouest. À citer parmi ses réalisations : des constructions scolaires, des structures préfabriquées, des maisons individuelles, des cités ouvrières, des immeubles d'habitation et de logement social. À citer en particulier le lycée agricole François-Pétrarque à Montfavet (Avignon) en 1967 (collaboration de François Girard), édifice inscrit à l'inventaire supplémentaire des monuments historiques (1989).
Il a animé de 1964 à 1999 l'association Aménagement et nature et organisé dans ce cadre études, enquêtes, colloques et expositions consacrés aux problèmes d'environnement et à l'impact des activités humaines sur le milieu de vie. Il a dirigé à partir de 1966 la revue Aménagement et nature, première revue en France d'écologie appliquée à l'aménagement. Toutes les revues ont été scannées avec l'aide de Nils Ferrand, chercheur à l'ISTEA.

## Vie privée
Roland Bechmann est le fils de l'architecte Lucien Bechmann. Il est le frère de l'auteur Geneviève Bechmann, épouse de l'industriel Albert Dreyfus-Sée. Sous son propre nom et sous son nom de plume d'Amélie Dubouquet, elle s'est signalée comme pédagogue, architecte, historienne et auteur de livres pour enfants. Il est le beau-frère du cinéaste Louis-Émile Galey et l'oncle de l'écrivain Matthieu Galey et de la journaliste Geneviève Galey.
Il a épousé Martine Cohen (fille de la seconde femme de Jean Prévost), décédée le 2 décembre 2011, dont il a eu six filles : 
- Marie Laure (°1943), épouse de Hans Rietveld, 5 enfants, décédée le 23 janvier 2020 à Maastricht
- Claudine (°1945) épouse de Marc Decressac, décédé en 2015, une fille
- Dan (°1947), professeure émérite de sociologie à Paris VIII, divorcée d'Alexis Ferrand. A publié de nombreux ouvrages sur le bénévolat et l'engagement. Elle fut encouragée par son cousin Matthieu Galey à « écrire, écrire, écrire » et a publié en 2008, sous son nom de Dan Ferrand-Bechmann, "le Bénévolat, Au Bénévole Inconnu" Dalloz 2014 Tribulations d'une sociologue. Quarante ans de sociologie, L'Harmattan, 2008, "Au Bonheur des Tours" l'Harmattan 2020 a eu 3 fils
- Luce (°1951) Bekistan comédienne, divorcée de Pierre-Marie Millet
- Marion Chaumont (°1954), 4 enfants
- Eve Bechmann-Johnson (°1961), 3 enfants

## Publications
- D'une guerre à l'autre, Paris, Le Serpent à plumes, 2015 (édition numérique)
- Les racines des cathédrales : l'architecture gothique, expression des conditions du milieu (préface de Georges-Henri Rivière), Paris, Payot, 1981, 1984, 1989, 1996, 2011.
- Des arbres et des hommes : la forêt au Moyen Âge, Paris, Flammarion, 1984.
- Carnet de Villard de Honnecourt, XIIIe siècle, éd. fac-similé avec commentaires par Régine Pernoud, Jean Gimpel, Alain Erlande-Brandenburg et Roland Bechmann, Paris, Stock, 1996 [ou 1986?].
- Villard de Honnecourt, la pensée technique au XIIIe siècle et sa communication, L'Architecture d'aujourd'hui, n° 275, juin 1991, p.38.
- Villard de Honnecourt, la pensée technique au XIIIe siècle et sa communication (préf. Jacques le Goff), Paris, Picard, 1991, 1993.
- L'arbre du ciel, Aigues-Vives, H.B. Éditions, 1997 (réédition en poche. Paris, Le Serpent à plumes, 2000).
- Carnet de Villard de Honnecourt : l'art et les techniques d'un constructeur gothique (cédérom), Paris, Hexagramme et BNF, 2001.
- Patrimoine XX 01, Marseille, Édi'auteur, région Provence Alpes Côte d'Azur, 2002. 15 fiches, ill. [fiche sur le lycée de Montfavet].

## Sources d'archives
- Cité de l'architecture et du patrimoine, Centre d'archives d'architecture du XXe siècle : fonds Roland Bechmann (247 IFA). Le fonds correspond à l'ensemble de l'œuvre architecturale de Roland Bechmann. Le fonds n’est pas complet (notamment au niveau des documents d’exécution), mais largement représentatif de l’ensemble de la carrière. Le plan de l'inventaire (établi par l'architecte) souligne certaines particularités de celle-ci, comme l’intérêt pour le mobilier en série, ou l’importance de certains concours sans suite, en particulier celui pour l’hôtel de ville d’Amsterdam. Le fonds comporte un ensemble cohérent de photographies et une série de maquettes, notamment pour le concours d’Amsterdam (O2), pour le concours de Dunkerque (O3), pour La Renaudière (C4), Grigny (C10), Delpech (N1), Le Ranzai (C3), Montrouge (C1 ?), la maison transportable (A9/N3), le lycée agricole d’Avignon (D2).

- Cité de l'architecture et du patrimoine, Centre d'archives d'architecture du XXe siècle : fonds des Dossiers d'œuvres de la Direction de l'Architecture et de l'Urbanisme (133 IFA), dossier DAU n° 515 (cotes : 133 IFA 28/10 et 501/10), documents Roland Bechmann.
- Archives départementales du Val-de-Marne : Fonds François Girard (pour le lycée agricole de Montfavet).